# Trézény
Trézény is een gemeente in het Franse departement Côtes-d'Armor (regio Bretagne) en telt 272 inwoners (1999). De plaats maakt deel uit van het arrondissement Lannion.

## Geografie
De oppervlakte van Trézény bedraagt 3,2 km², de bevolkingsdichtheid is 85,0 inwoners per km².
De onderstaande kaart toont de ligging van Trézény met de belangrijkste infrastructuur en aangrenzende gemeenten.

## Demografie
Onderstaande figuur toont het verloop van het inwonertal (bron: INSEE-tellingen).

1. ↑  Populations de référence 2022.